# 果山サキ
果山 サキ（カヤマ サキ、1986年3月12日 - ）は、日本の女性歌手。千葉県出身。

## 経歴
幼少時からマイケル・ジャクソンやDREAMS COME TRUEなどの歌や踊りが大好きで、友達や家族の前で披露し、好評だったことから音楽の道を志すようになる。高校入学後には、中学校では主将を務めていたバスケットボールを辞め、 ボイストレーニングに通い、自ら作詞・作曲を始め、オーディション雑誌に掲載されているシンガーオーディションにひたすら履歴書を書いては送り続けるという日々を送る。そして22歳頃より、東京・千葉を拠点にストリートライブやクラブでのライブパフォーマンスを始めるようになる。
2010年、SoulJaのアルバムLettersに青山テルマ、鬼束ちひろ、唐沢美帆らと並んでfeat.Voとして大抜擢される。 
リード・トラックとしてシングルリリースされた、うまく言葉にできないけれど feat. 果山サキで初めてその名前がメディアに登場。 レコチョク着うたウィークリーチャート6位をマーク。

## ディスコグラフィー

### シングル
| 枚  | 発売日        | タイトル                                    | 規格品番   | 最高順位 | タイアップ |
| --- | ------------- | ------------------------------------------- | ---------- | -------- | --- |
| 1st | 2012年5月9日  | ズルしないでちゃんと愛してよ with LGMonkees | CRCP-10275 |          | |
| 2nd | 2012年10月3日 | さよなら、愛してた。                        | CRCP-10277 |          | 『Oh!どや顔サミット』（ABC・テレビ朝日系）エンディングテーマ・『ハピはぴ・モーニング〜ハピモ〜』（千葉テレビ放送）エンディングテーマ |

### アルバム

#### ミニアルバム
| 枚  | 発売日        | タイトル | 規格品番   | 最高順位 |
| --- | ------------- | -------- | ---------- | -------- |
| 1st | 2011年11月9日 | Tasty    | CRCP-40304 | 222位    |

### 参加楽曲
- SoulJa 「うまく言葉にできないけれど feat. 果山サキ」（2010年4月14日）
- RYO from ORANGE RANGE 「愛のキセキ with 果山サキ」（2015年9月16日）

### 配信楽曲
| 発売日         | タイトル                                    | 規格                   |
| -------------- | ------------------------------------------- | ---------------------- |
| 2011年7月27日  | 本当にキミじゃないのかな・・・ feat.SoulJa  | デジタル・ダウンロード |
| 2011年8月24日  | 一緒、いたいのに。 feat.GIORGIO             | デジタル・ダウンロード |
| 2011年10月26日 | Fly                                         | デジタル・ダウンロード |
| 2012年4月18日  | ズルしないでちゃんと愛してよ with LGMonkees | デジタル・ダウンロード |